# Вітаутас Пятрас Плячкайтіс
Вітаутас Пятрас Плячкайтіс (нар. 16 жовтня 1950, Калварія, Литва) — литовський історик, політик і дипломат. Посол Литви в Україні (1996—2002). Активіст литовського руху опору в часи радянської окупації. Підписант Акту відновлення державності Литви.

## Біографія
1981 закінчив Вільнюський університет, історичний факультет.
З 1975 по 1988 — вчитель в школі, інспектор зі збереження пам'яток культури в Клайпеді.
З 1988 по 1990 — заступник директора історичного музею «Мала Литва» та заступник голови ради «Саюдісу» у Клайпеді.
З 1990 по 1996 — депутат парламенту Литви, член комітету у закордонних справах та парламентської групи «Центр», голова литовсько-польської міжпарламентської групи, заступник голови литовсько-німецької міжпарламентської групи у Вільнюсі.
З 1996 по 2002 — Надзвичайний і Повноважний Посол Литви в Києві (Україна).

## Нагороди
- орден князя Ярослава Мудрого III ступеня (5 листопада 1998) — за вагомий особистий внесок у розвиток українсько-литовського співробітництва[3];
- медаль Незалежності Литви;
- Лицарський хрест ордена «За заслуги перед Польщею».